# Renato Liprandi
Renato Luigi Liprandi (Torino, 12 dicembre 1949) è un attore, scrittore e drammaturgo italiano di teatro, cinema e televisione. È prevalentemente noto al pubblico italiano per il ruolo di Augusto De Marinis nella sitcom Camera Café.

## Biografia
Nato nel quartiere di Borgo San Paolo, lavorò inizialmente come disegnatore per la casa automobilistica torinese Lancia dal 1971 al 1980, prima di rassegnare le dimissioni e intraprendere a tempo pieno la carriera di attore. Molto attivo in teatro, Liprandi è anche autore di testi per il palcoscenico nonché apprezzato scrittore di racconti surreali, che lui stesso definisce "dell'incubo"; i suoi modelli sono Franz Kafka ed Edgar Allan Poe.

## Filmografia

### Cinema
- Il mistero della sacra sindone, regia di S. Cerra (1978)
- Nebuneff: il gran custode, regia di A. Ausino (1988)
- Così ridevano, regia di Gianni Amelio (1998)
- Qui non è il paradiso, regia di Gianluca Maria Tavarelli (2000)
- Non ho sonno, regia di Dario Argento (2000)
- Il Natale di Rupert, regia di F. Moretti (2000)
- Tra due donne, regia di Alberto Ferraris (2001)
- Ogni 27 agosto, regia di A. Serrano (2001)
- Trailer, regia di C. Ausino (2002)
- Agostino, regia di M. Zampino (2002)
- Solo un padre, regia di Luca Lucini (2008)
- L'ultimo crodino, regia di Umberto Spinazzola (2008)
- Le stelle inquiete, regia di E. Piovano (2008)
- Il libro e la fabbrica, regia A. Rota (2014)
- Il mare si ritira, regia F. Rivoire (2015)
- La grande fabbrica della guerra, regia A. Rota (2016)
- Il sogno del califfo, regia di Souheil Benbarka (2017)
- Un polpo, regia Federico Gatti (2022)
- Livandro, regia Alessandro Garelli e Mattia Capone (2022)
- Archais, regia Eugenio Villani (2023)
- Benzina, regia Daniel Daquino (2023)
- Nottambulo, regia Andrea Conti (2023)
- Il salto di qualità, regia Lorenzo Freglio (2024)

### Televisione
- Caporetto come e perché, regia di M. Scaglione (1983)
- Airport international, regia di F. Poeti (1983)
- La stella del parco, regia di A. Lado (1985)
- Valzer, regia di R. Giannarelli (1989)
- Casa Vianello – serie TV (1991-1992)
- Il caso Bebawi, regia di Valerio Jalongo (1996)
- Piovuto dal cielo, regia di José María Sánchez – miniserie TV (2000)
- Il coraggio di Maria, regia di S. Martino (2000)
- La sindone, regia di L. Gasparini (2000)
- CentoVetrine – soap opera (2000-2001)
- Mozart è un assassino, regia di S. Martino (2001)
- Cuori rubati – soap opera (2001-2002)
- Maria José - L'ultima regina – film TV, regia di Carlo Lizzani (2002)
- Elisa di Rivombrosa – serie TV (2003)
- Camera Café – serie TV (2003-2017) – Augusto De Marinis
- Benedetti dal Signore – serie TV (2004)
- Don Gnocchi - L'angelo dei bimbi, regia di Cinzia TH Torrini – miniserie TV (2004)
- Vivere – soap opera (2006)
- Piloti – serie TV, 1 episodio (2008)
- Nel bene e nel male (2008)
- Enrico Mattei - L'uomo che guardava al futuro, regia di Giorgio Capitani – miniserie TV (2009)
- Don Matteo – serie TV, episodio 7x22 (2009)
- Ho sposato uno sbirro – serie TV, 1 episodio (2009)
- Il sorteggio, regia di Giacomo Campiotti – film TV (2010)
- Mia madre, regia di Ricky Tognazzi – miniserie TV (2010)
- Fuoriclasse – serie TV, 1 episodio (2011)
- Questo nostro amore, regia di Luca Libuoni (2011)
- Rex – serie TV, 1 episodio (2011)
- Natale a 4 zampe, regia di Paolo Costella – film TV (2012)
- Altri tempi, regia di Marco Turco – miniserie TV (2012)
- Qualunque cosa succeda, regia di Aldo Negrin – miniserie TV (2013)
- Un medico in famiglia – serie TV (2013)
- Non uccidere – serie TV, episodio 1x01 (2015)
- Rocco Schiavone – serie TV, episodio 2x03 (2018)

## Teatro
- Don Milani, Lu Pani si chiama pani, regia di P. G. Gili (1977)
- Sacco e Vanzetti, La strega e la corista, La favola d'acciaio, A due emarginati con amore, La voce nella tempesta, Oh che bel castello, regia P. G. Corrado (1977-1981)
- Copione la rivoluzione è finita, , Il machia, regia R. Cesa (1981-1983)
- Gli uccelli, regia di A. Valleggi (1982)
- Oplà maresciallo!, regia di M. Scaglione (1982)
- La monaca di Monza, Ariel, regia di G. Franco (1983)
- La patente, Bellavita, Casina, regia di F. Urban (1984)
- La locandiera, Gli innamorati, L'uomo la bestia e la virtù, Marionette in libertà, regia di L. Ghibaudi (1985-1988)
- 'Na cosa nostra, Achille Ciabotto medico condotto, regia di G. Molino(1986-1987)
- Pamela, Trappola per topi, La mandragola, La coppia esplosiva (1990-1994)
- Non ti conosco più, Un curioso accidente, La passione secondo noi, regia di F. Casacci (1992)
- Cecé, L'uomo dal fiore in bocca, Poeti contro la mafia, L'artrite, Crepar dal ridere, regia di P. G. Corrado (1995-1998)
- Trappola per topi, Assassinio sul nilo (1996)
- Mister Jazz, Billie Holliday, Ella, Frank Sinatra, Nat King, Ti ricordi Broadway, Mille lire al mese (1990-2010)
- Sei personaggi in cerca di cadavere, Americani, Le Jene, Il mistero delle lacrime di Giada, regia di I. Perna (2007-2010)
- I sacchi animati, La scatola magica, Anennodi, Odradek, Una partita all'oca, Fiabacadabra, Mi devo suicidare!, Belli fuori, La zia è qui!, Come ridiventai direttore, La cena dei single, regia di R. Liprandi
- Medico per forza (2013)
- Uno sconosciuto con mia moglie, regia di Antonio Valleggi (2017)

## Programmi TV
- Drive in (1985)
- M (2018)

## Opere
- Il cunicolo e la scala e altri racconti, Edizioni Triskel, 2008, EAN 9788895127194.
- Come diventai direttore, Seneca Edizioni, 2012, EAN 9788861223721.
- Una scalata fantastica, Youcanprint Edizioni, 2018, ISBN 978-88-27849-71-2.